# Rufunsa (Distrikt)
Rufunsa ist einer von sechs Distrikten in der Provinz Lusaka in Sambia. Er hat eine Fläche von 9446 km² und es leben 81.730 Menschen in ihm (2022).

## Geografie
Der Distrikt liegt etwa 50 Kilometer östlich von Lusaka. Er liegt im Südwesten auf einer Höhe von etwa 1200 m und fällt im Norden und Osten zur Grenze bis auf 370 m über dem Meeresspiegel ab. Ein großer Teil der Nordgrenze und ein Stück der Ostgrenze wird, bis zu dessen Mündung, durch den Lunsemfwa und der Rest der Ostgrenze durch den Luangwa gebildet. Die Südwestgrenze bildet der Fluss Chongwe.
Der Distrikt grenzt im Süden an den Distrikte Luangwa, Im Westen an Kafue und Chongwe, im Norden an Chisamba und Luano in der Zentralprovinz und im Osten an Nyimba in der Ostprovinz.
Rufunsa ist in 7 Wards aufgeteilt:
- Bunda Bunda
- Mankanda
- Mwachilele
- Nyamanongo
- Nyangwena
- Rufunsa
- Shikabeta